# Tecnologías reproductivas
Las tecnologías reproductivas abarcan todos los usos actuales y previstos de la tecnología en la reproducción humana y animal, incluidas la tecnología de reproducción asistida (TRA), y otras. También se les denomina tecnologías de reproducción asistida cuando implican una serie de aparatos y procedimientos que permiten la realización de una reproducción segura, mejorada y más saludable.
Aunque no es el caso de todas las personas, para una serie de parejas casadas la posibilidad de tener hijos es vital. Pero gracias a estas tecnologías, las parejas estériles disponen de opciones que les permiten concebir hijos.

## Visión general

### Tecnología de reproducción asistida
La tecnología de reproducción asistida (TRA) es el uso de tecnologías reproductivas para tratar la baja fertilidad o infertilidad. La tecnología moderna puede proporcionar a las parejas infértiles tecnologías de reproducción asistida. El método natural de reproducción se ha convertido en sólo una de las muchas nuevas técnicas utilizadas hoy en día. Hay millones de parejas que no tienen capacidad para reproducirse por sí mismas debido a la infertilidad y, por tanto, deben recurrir a estas nuevas técnicas. Las principales causas de infertilidad son las disfunciones hormonales y las anomalías anatómicas. Las TRA son actualmente la única forma de asistencia para las personas que, por el momento, sólo pueden concebir mediante métodos de gestación subrogada). Entre los ejemplos de TRA se incluyen la fecundación in vitro (FIV) y sus posibles ampliaciones, entre ellas:
- Inseminación artificial
- Reproducción artificial
- Clonación (véase clonación humana para el caso especial de los seres humanos)
- Transferencia citoplasmática
- Criopreservación de espermatozoides, oocitos y embriones
- Transferencia de embriones
- Medicamentos para la fertilidad
- Hormonoterapia
- Fecundación in vitro
- Inyección intracitoplasmática de espermatozoides
- Gametos generados in vitro
- Diagnóstico genético preimplantacional

### Papel de la Sociedad de Tecnología de Reproducción Asistida (SART)
En 1981, tras el nacimiento de Elizabeth Carr, el primer bebé concebido en Estados Unidos mediante fecundación in vitro (FIV). Su nacimiento dio esperanzas a muchas parejas que luchaban contra la infertilidad. El Dr. Howard Jones reunió a los principales profesionales de los cinco programas de FIV con sede en EE. UU. (Norfolk, Universidad Vanderbilt, la Universidad de Texas en Houston y la Universidad del Sur de California, Yale) para debatir la creación de un registro nacional de intentos y resultados de fecundación in vitro. Dos años más tarde, en 1985, se fundó la Sociedad de Tecnología de Reproducción Asistida (SART: Society for Assisted Reproductive Technology) como entidad de interés especial dentro de la Sociedad Americana de Fertilidad. La SART no sólo ha contribuido a la evolución de la atención a la infertilidad, sino que también ha mejorado el éxito de la terapia antirretroviral.

### Pronóstico
Las tecnologías reproductivas pueden informar sobre la planificación familiar al proporcionar pronósticos individuales sobre la probabilidad de embarazo. Facilitan el seguimiento de la reserva ovárica, la dinámica folicular y los biomarcadores asociados en las mujeres, así como el análisis del semen en los varones.

### Anticoncepción
La anticoncepción, también conocida como control de la natalidad, es una forma de tecnología reproductiva que permite a las personas evitar el embarazo. Existen muchas formas de anticoncepción, pero el término abarca cualquier método o dispositivo destinado a evitar el embarazo en una mujer sexualmente activa. Los métodos tienen por objeto "impedir la fecundación de un óvulo o la implantación de un óvulo fecundado en el útero". Existen diferentes formas de control de la natalidad desde la antigüedad, pero los métodos eficaces y seguros ampliamente disponibles no empezaron a utilizarse hasta mediados del siglo XX.

### Otros
Las siguientes técnicas reproductivas no se utilizan actualmente de forma clínica rutinaria; la mayoría están aún en fase de desarrollo:
- Úteros artificiales
- Tecnología de elección germinal
- Partenogénesis in vitro
- Reprogenética

#### Procreación entre personas del mismo sexo
Actualmente se está investigando la posibilidad de la procreación entre personas del mismo sexo, que produciría descendencia con contribuciones genéticas iguales de dos mujeres o dos hombres. Esta forma de reproducción se ha convertido en una posibilidad mediante la creación de espermatozoides femeninos (que contienen el material genético de una mujer) u óvulos masculinos (que contienen el material genético de un hombre). La procreación entre personas del mismo sexo eliminaría la necesidad de que las parejas de gays y lesbianas dependan de la donación por parte de terceros de un espermatozoide o un óvulo para la reproducción. El primer avance significativo se produjo en 1991, en una solicitud de patente presentada por científicos de EE. UU. para reparar el esperma masculino extrayendo algunos espermatozoides, corrigiendo un defecto genético in vitro e inyectando de nuevo el esperma en los testículos del varón. Aunque la mayor parte de la solicitud de patente se refería al esperma masculino, una línea sugería que el procedimiento funcionaría con células XX, es decir, células de una mujer adulta para producir esperma femenino.
En las dos décadas siguientes, la idea del esperma femenino se hizo más realidad. En 1997, los científicos confirmaron parcialmente estas técnicas al crear espermatozoides femeninos de pollo de forma similar. Lo hicieron inyectando células madre sanguíneas de un pollo hembra adulto en los testículos de un pollo macho. En 2004, otros científicos japoneses crearon dos crías hembras combinando los óvulos de dos ratones adultos.
En 2008, se investigaron métodos específicos para crear espermatozoides femeninos humanos utilizando cromosomas Y artificiales o naturales y trasplante testicular. Un grupo con sede en el Reino Unido predijo que podrían crear espermatozoides femeninos humanos en cinco años. Hasta la fecha no se ha logrado ningún éxito concluyente.
En 2018 científicos investigadores chinos produjeron 29 crías de ratón viables a partir de dos ratones madre mediante la creación de estructuras similares a espermatozoides a partir de células madre embrionarias haploides utilizando la edición de genes para alterar regiones impresas del ADN. No pudieron obtener descendencia viable de dos padres. Los expertos señalaron que había pocas posibilidades de que estas técnicas se aplicaran a humanos en un futuro próximo.

## Ética
Los recientes avances tecnológicos en los tratamientos de fertilidad introducen problemas éticos, como la asequibilidad de los distintos procedimientos. Los precios desorbitados pueden limitar quién tiene acceso a ellos. El coste de realizar TRA por nacido vivo varía según los países. El coste medio por ciclo de FIV en Estados Unidos es de 9.266 USD. Sin embargo, el coste por nacido vivo de los ciclos de tratamiento con TRA autólogas en Estados Unidos, Canadá y Reino Unido osciló entre aproximadamente 33.000 y 41.000 USD, frente a los 24.000 y 25.000 USD de Escandinavia, Japón y Australia.
La estructura de financiación de la FIV y las TRA varía mucho de un país a otro. Por ejemplo, en Estados Unidos no existe ningún reembolso del gobierno federal para la FIV, aunque algunos estados tienen obligaciones de seguro para las TRA.
Muchos aspectos de las tecnologías reproductivas han suscitado cuestiones bioéticas, ya que la tecnología suele alterar los supuestos que subyacen a los sistemas existentes de moralidad sexual y reproductiva. Otras consideraciones éticas surgen con la aplicación de las TRA a mujeres de edad materna avanzada, que presentan mayores cambios de complicaciones médicas (incluida la preeclampsia), y posiblemente en el futuro su aplicación a mujeres posmenopáusicas. También surgen cuestiones éticas de perfeccionamiento humano cuando la tecnologías reproductivas han evolucionado hasta convertirse en tecnologías potenciales no sólo para personas con inhibición reproductiva, sino incluso para personas sanas reproductivamente.

## En la ficción
- Las películas y otras obras de ficción que describen las luchas emocionales contemporáneas de la tecnología de reproducción asistida han tenido un auge primero en la última parte de la década de 2000, aunque las técnicas han estado disponibles durante décadas.[29]
- La ciencia ficción ha abordado el tema de la creación de vida mediante métodos no convencionales desde el Frankenstein de Mary Shelley. En el siglo XX, Brave New World (1932), de Aldous Huxley, fue la primera gran obra de ficción en anticipar las posibles consecuencias sociales de las tecnologías reproductivas. Su visión, en gran medida negativa, se invirtió cuando el autor retomó los mismos temas en su utópica novela final, Island (1962).